# Жароміцний чавун
Жароміцни́й чаву́н (англ. high-temperalure-strength cast iron) — різновид чавуну, що здатний чинити опір за умов підвищених температур до 650°С короткочасній та тривалій дії зовнішніх навантажень, що викликають деформацію та руйнування.

## Класифікація
Жароміцні чавуни належать до аустенітних чавунів з кулястою або пластинчастою формою графіту, що їх піддано легуванню алюмінієм, нікелем, хромом та марганцем від сотих часток до 15…30 %. За ГОСТ 7769-82 залежно від виду легування розрізняють такі види і марки жароміцних чавунів:
- хромисті чавуни:
  - низьколеговані (ЧХ1, ЧХ2, ЧХ3);
  - високолеговані (ЧХ16, ЧХ22С, ЧХ28, ЧХ32), відомі як англ. High-Chromium (Ni-Hard) Cast Irons;
- кремнисті чавуни:
  - низьколеговані (ЧС5, ЧС5Ш);
  - високолеговані (ЧС15М4), відомі як англ. High-Silicon Cast Irons (Silal);
- алюмінієві чавуни:
  - низьколеговані (ЧЮХШ);
  - високолеговані (ЧЮ6С5, ЧЮ7Х2, ЧЮ22Ш, ЧЮ30);
- нікелеві чавуни:
  - низьколеговані (ЧНХТ, ЧНХМД, ЧНДХМШ та ін.);
  - високолеговані (ЧН15Д3Ш, ЧН19Х3Ш та ін.), відомі як англ. High-Nickel (Ni-Resist) Cast Irons.

## Використання
Для жароміцного чавуну характерні підвищений опір повзучості, висока рідкоплинність, висока циклічна в'язкість, корозійна стійкість та ерозійна стійкість.
З жароміцного чавуну виготовляють вироби, що їх експлуатують за підвищених температур (до 600°С) і навантаженнях в агресивних середовищах: головки поршнів, вихлопні колектори двигунів внутрішнього згоряння, корпуси турбонагрівників тощо.